# یواس‌اس ادونس (۱۸۴۷)
یواس‌اس ادونس (۱۸۴۷) (به انگلیسی: USS Advance (1847)) یک کشتی بود که طول آن ۸۸ فوت (۲۷ متر) بود. این کشتی در سال ۱۸۴۷ ساخته شد.